# Чёртов ублюдок
«Чёртов ублюдок» (англ. Bucking Fastard) — будущая американская драма немецкого режиссёра Вернера Херцога по его же сценарию, с Кейт и Руни Мара в главных ролях.

## Сюжет
В фильме рассказывается о жизни двух неразлучных сестёр-близнецов.

## В ролях
- Кейт Мара
- Руни Мара

## Производство
Упоминая о нереализованных проектах в одной из глав своих мемуаров 2022 года «Каждый сам за себя и Бог против всех», режиссёр Вернер Херцог упомянул фильм о британских сёстрах-близнецах Фриде и Грете Чаплин, получивших известность в 1980-х годах из-за судебного запрета, наложенного на них мужчиной, с которым они обе вступили в связь. Оригинальное название фильма, Bucking Fastard, отсылает к синхронной словесной оговорке сестёр в суде. В феврале 2025 года было объявлено, что Херцог снимет фильм под тем же названием, основанный на реальной истории о близнецах Джоан и Джин, с настоящими сёстрами Кейт и Руни Мара в главных ролях. Фильм станет первым совместным проектом сестёр.
Основные съёмки начались в апреле 2025 года в Ирландии и Словении.